# The Froggies
The Froggies est un groupe de garage rock et punk rock français, originaire de Paris. Il est formé en 1983 et dissous en 1986. Le style musical est qualifié de « garage punk » par AllMusic.

## Biographie

### Débuts
Après avoir joué ensemble quelque temps sous le nom de Jaggarnath (nom tiré d'un roman de Norman Spinrad), Johan Asherton (chant, guitare), Philippe « Hamster » Heumann (basse) et Philippe « The Thing » Bedfert (batterie, chant) forment The Froggies à l'automne 1983, à Paris.
Inspirés par le légendaire groupe rouennais Les Dogs, ils enregistrent leur premier album, Hour of The Froggies, qui mêle chansons originales du chanteur Johan Asherton et reprises des Kinks (All Day and All of the Night), des Seeds (Out of The Question), et le standard Ramblin' Rose - dont MC5 fait un classique sur son mythique premier album, Kick Out the Jams. Produit par Patrick Chevalot, et avec la participation de Paul Pechenaert (ex-Dogs, Larry Martin Factory) sur deux titres, l'album paraît en juin 1984, distribué par New Rose. Malgré quelques bonnes chroniques, le groupe ne trouve pas de concerts et se sépare à la fin de l'année.

### Get Frogg'd!!
Johan Asherton commence au début de l'année suivante l'enregistrement d'un album solo, mais le projet avorte. Contacté par le label Madrigal, il reforme le groupe avec Paul Pechenaert, le bassiste Jay Ryan (qui sera plus tard remplacé par autre Américain, Jim Lowry, ex-Roulettes), et le batteur Pascal « Cass » Woycecowski.
Leur second album, Get Frogg'd!!, enregistré au studio Le Garage avec toujours Patrick Chevalot, paraît en mai 1985. On n'y trouve aucune reprise, Asherton écrivant la quasi-totalité du répertoire. L'album est bien reçu, et le groupe donne ses premiers concerts parisiens : d'abord en première partie des Dogs à l'Eldorado, puis au Gibus et au Rex Club, où leurs versions de standards comme Poison Ivy ou I'm Eighteen d'Alice Cooper font bonne impression. Sans management ni réelle direction, le groupe effectue, après un retour à l'Eldorado en première partie des Violent Femmes, un passage plutôt houleux au Printemps de Bourges et se sépare définitivement en juin 1986.

### Après Froggies
Johan Asherton et Lowry forment alors, dans une veine plus blues, The Liquid Gang, avec le batteur J.C. Poligot (ex-Bonneville). Le trio tourne un peu, ouvrant pour Steve Hooker and The Shakers au Gibus, et enregistre à la fin de l'année un mini album intitulé Showdown qui ne sortira qu'à titre posthume, en 1988, chez Accord/Musidisc (CD, 102452). Entre-temps, lassé des expériences de groupes, Asherton s’oriente vers une musique plus acoustique. Il écrit les chansons qui composeront son premier album solo, God's Clown, qui sortira en 1988, chez Accord/Musidisc (CD, 101062), et qui marquera le début de sa carrière solo.
En 2010, les deux albums des Froggies sont réédités en CD sous le titre Leather and Lace - an Anthology of The Froggies.

## Membres
- Johan Asherton - chant, guitare
- Philippe « Hamster » Heumann - basse
- Philippe « The Thing » Bedfert - batterie, chant
- Paul Pechenaer - basse
- Jay Ryan - basse
- Jim Lowry - basse
- Pascal « Cass » Woycecowski - batterie

## Discographie
- 1984 : Hour of The Froggies, WW/New Rose (LP, WW 3327)
- 1985 : Get Frogg'd!, Ideal/Madrigal (LP, MAD 5006)
- 1991 : Johan Asherton El Viaje Sentimental, Marilyn (CD, FM 1001): 4 titres tirés de Get Frogg'd! et 3 titres enregistrés en public en avril 1986 dont 2 inédits
- 2010 : Leather and Lace - an Anthology of The Froggies, 442e Rue (CD, RUE 020): réédition des 2 premiers albums